# Vriesea harrylutheri
Vriesea harrylutheri là một loài thuộc chi Vriesea. Đây là loài đặc hữu của Brasil.